# (74163) 1998 QA104
(74163) 1998 QA104 – planetoida z pasa głównego asteroid okrążająca Słońce w ciągu 4,23 lat w średniej odległości 2,61 j.a. Odkryta 26 sierpnia 1998 roku.